# Pediobius setigerus
Pediobius setigerus är en stekelart som beskrevs av Geoffrey John Kerrich 1970.
Pediobius setigerus ingår i släktet Pediobius och familjen finglanssteklar. Artens utbredningsområde är Ghana och Elfenbenskusten. Inga underarter finns listade i Catalogue of Life.